# Kozin (Giżycko)
Pour les articles homonymes, voir Kozin.
Kozin est un village polonais de la voïvodie de Varmie-Mazurie, dans le powiat de Giżycko.